# Gloire d'Orléans
'Gloire d'Orléans' est un cultivar de rosier obtenu en 1912 par le rosiériste orléanais Ernest Levavasseur.

## Description
La maison Levavasseur & Cie lance de nombreux rosiers polyanthas au début du XXe siècle dont celui-ci, baptisé à la gloire de la ville d'Orléans. Il montre à la fin du printemps de multiples bouquets de petites fleurs (17-25 fleurs) en grappes, de couleur rose foncé au cœur plus pâle. Il peut faire une remontée au cours de l'été. 
Le buisson forme un petit arbuste compact au feuillage foncé assez vigoureux pouvant atteindre de 60 cm à 70 cm. Sa zone de rusticité est de 6b à 9b ; il résiste donc aux hivers froids.
On peut admirer ce rosier aux couleurs délicates à la roseraie Jean-Dupont d'Orléans Il est toujours commercialisé. Il est parfait pour la culture en pot et pour des premiers plans de bordures.